# Cisticole du Nil
Cisticola marginatus
Espèce
Statut de conservation UICN

 LC  : Préoccupation mineure
La Cisticole du Nil (Cisticola marginatus) est une espèce de passereaux de la famille des Cisticolidae.

## Répartition et sous-espèces
Selon la classification de référence du Congrès ornithologique international (15.1, 2025) elle se répartit en cinq sous-espèces (ordre phylogénique) :
- C. m. amphilectus Reichenow, 1875 — aire fragmentée, de l'extrême sud-ouest de la Mauritanie à l'extrême sud-ouest de l'Angola ;
- C. m. zalingei Lynes, 1930 — aire fragmentée du nord du Nigeria à l'ouest du Soudan ;
- C. m. marginatus (Heuglin, 1869 — de la haute vallée du Nil Blanc au nord de l'Ouganda ;
- C. m. nyansae Neumann, 1905 — centre de la RDC, Ouganda et Kenya ;
- C. m. suahelicus Neumann, 1905 — sud-est de la RDC, Tanzanie et nord-est de la Zambie.